# Herpetogramma semilaniata
Herpetogramma semilaniata es una especie de polilla del género Herpetogramma, categorizada en la tribu Herpetogrammatini, de la subfamilia Spilomelinae. Fue descrita por George Hampson en 1895.

## Distribución
Se distribuye por América: Cuba, Costa Rica y Trinidad y Tobago.